# Orthostigma laticeps
Orthostigma laticeps är en stekelart som först beskrevs av Thomson 1895.  Orthostigma laticeps ingår i släktet Orthostigma och familjen bracksteklar. Arten är reproducerande i Sverige. Inga underarter finns listade i Catalogue of Life.